# Фработта, Джанлука
Джанлука Фработта (итал. Gianluca Frabotta; родился 24 июня 1999, Рим, Италия) — итальянский футболист, защитник клуба «Ювентус». Выступает на правах аренды в клубе «Фрозиноне».

## Футбольная карьера
Уроженец Рима, Джанлука получал футбольное образование в команде «Савио» и в академии «Болоньи». Будучи игроком юношеской команды, был отдан в аренду сначала в команду «Ренате», потом в «Порденоне».
К «Ренате» Фработта присоединился 21 июня 2018 года и по условиям аренды должен был остаться в клубе на сезон. Дебютировал за «Ренате» 29 июля в поединке Кубка Италии против «Реццато». 16 сентября 2018 дебютировал в Серии С поединком против «Самбенедеттезе». Всего за «Ренате» Фработта сыграл 12 встреч. 11 января 2019 года было объявлено, что вторые полгода Фработта проведёт в другой аренде — в клубе «Порденоне». За новый клуб игрок дебютировал 26 января, выйдя на замену в поединке против «Римини». Всего за «Порденоне» Фработта провёл 7 встреч.
6 августа 2019 года Джанлука перебрался в молодёжную команду «Ювентуса». Дебютировал за неё 1 сентября в поединке против «Сиены». Всего за сезон сыграл 20 встреч, забил 1 мяч.
После перерыва на коронавирусную пандемию в итальянском сезоне 2020/2021, был привлечён в основную команду. Дебютировал за неё в Серии А 1 августа 2020 года в поединке против «Ромы». Джанлука вышел в стартовом составе и провёл на поле весь матч. С приходом на тренерский мостик «старой сеньоры» Андреа Пирло, Фработта закрепился в команде. 4 ноября 2020 года он дебютировал в Лиге Чемпионов во встрече против «Ференцвароша», выйдя на замену на 76-й минуте вместо Хуана Куадрадо.
Также Джанлука выступал за юношеские сборные Италии. Ныне является игроком молодёжной сборной. Дебютировал за неё 13 октября 2020 года в поединке против молодёжи из Ирландии.

## Достижения
«Ювентус»
- Чемпион Италии: 2019/2020